# Lanzia cuniculi
Lanzia cuniculi är en svampart som först beskrevs av Jean Louis Emile Boudier, och fick sitt nu gällande namn av Dumont 1975. Lanzia cuniculi ingår i släktet Lanzia och familjen Rutstroemiaceae.   Inga underarter finns listade i Catalogue of Life.
I den svenska databasen Dyntaxa används istället namnet Rutstroemia cuniculi för samma taxon.  Arten är reproducerande i Sverige.